# Jackie Biskupski
Pour les articles homonymes, voir Biskupski.
Jackie Biskupski, née le 11 janvier 1966 à Hastings au Minnesota, est une femme politique américaine, membre du Parti démocrate. Elle est maire de Salt Lake City de 2016 à 2020. 

## Biographie
Jackie Biskupski est née de parents polono-américains catholiques qui lui donnent son prénom en hommage à Jackie Kennedy.

### Carrière politique
Lorsqu'elle est élue à la Chambre des représentants de l'Utah en 1998, elle devient la première représentante ouvertement gay élue de l'Utah. Elle est réélue six fois et demeure à l'Assemblée législative pendant douze ans, avant de se retirer en 2011. Elle travaille ensuite comme administratrice pour le bureau du shérif du comté de Salt Lake.
Biskupski est élue maire de Salt Lake City le 17 novembre 2015, en battant le maire élu à deux reprises Ralph Becker avec 51,55 % des voix. Au cours de la période de transition, elle appelle à la démission de la plupart des chefs de service de la ville, attirant notamment les critiques de l'ancien maire Rocky Anderson.
Elle prête serment et entre en fonction le 4 janvier 2016. Elle est la deuxième femme maire de la ville, et la première à être ouvertement homosexuelle. Elle ne se représente pas lors de l'élection de novembre 2019.